# Acacia nigrescens
Acacia nigrescens är en ärtväxtart som beskrevs av Daniel Oliver. Acacia nigrescens ingår i släktet akacior, och familjen ärtväxter. Inga underarter finns listade i Catalogue of Life.

## Bildgalleri

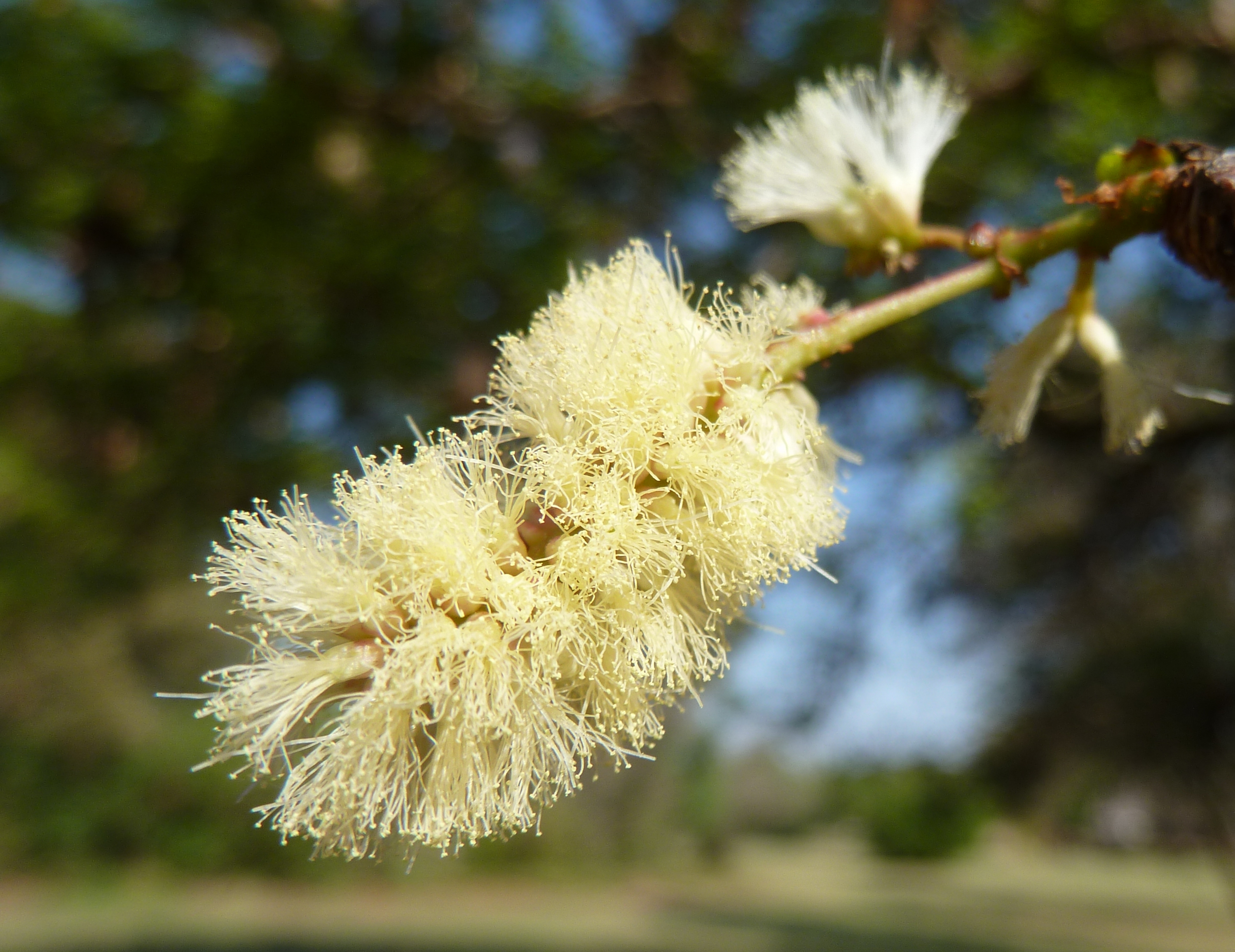
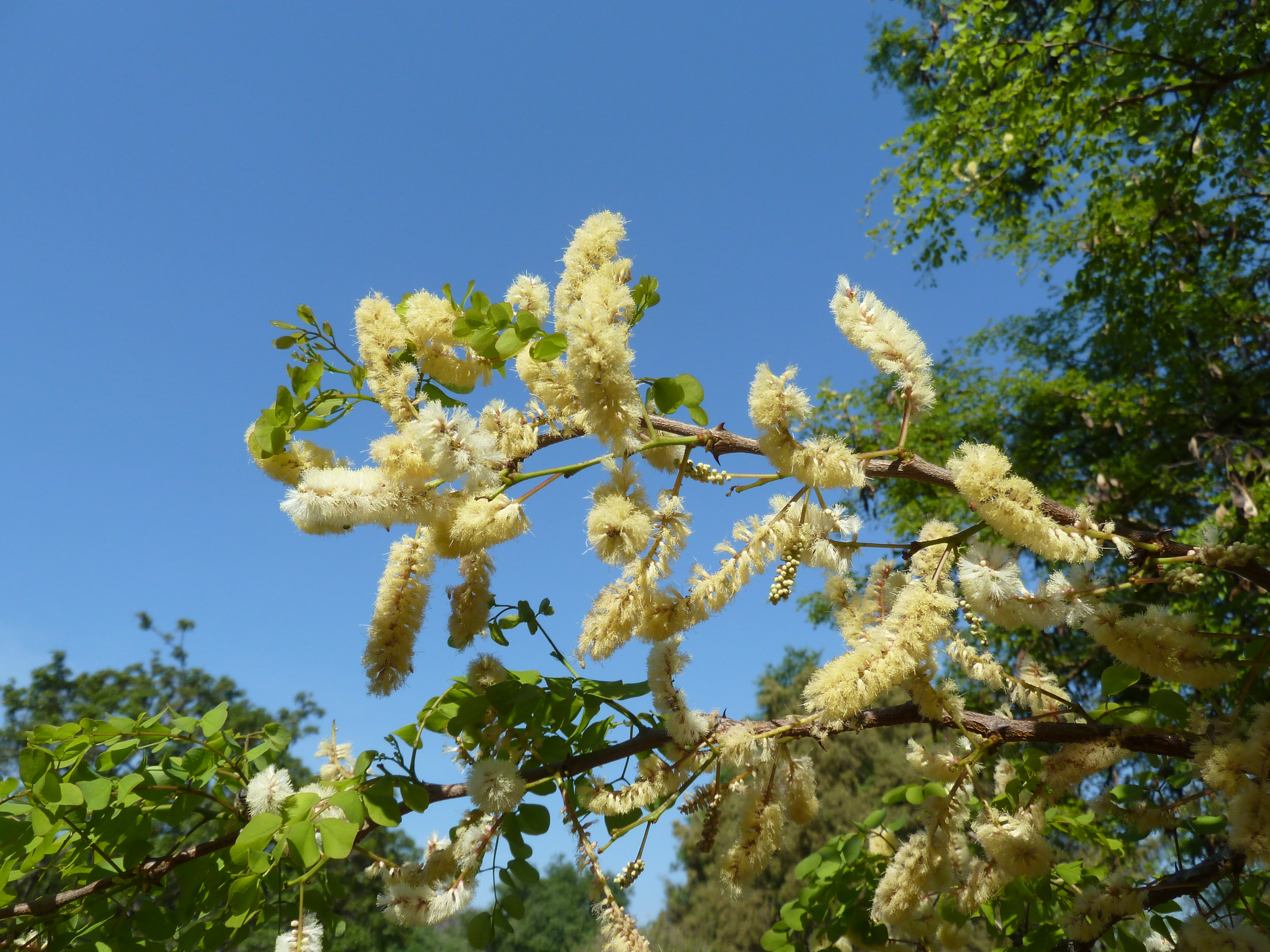
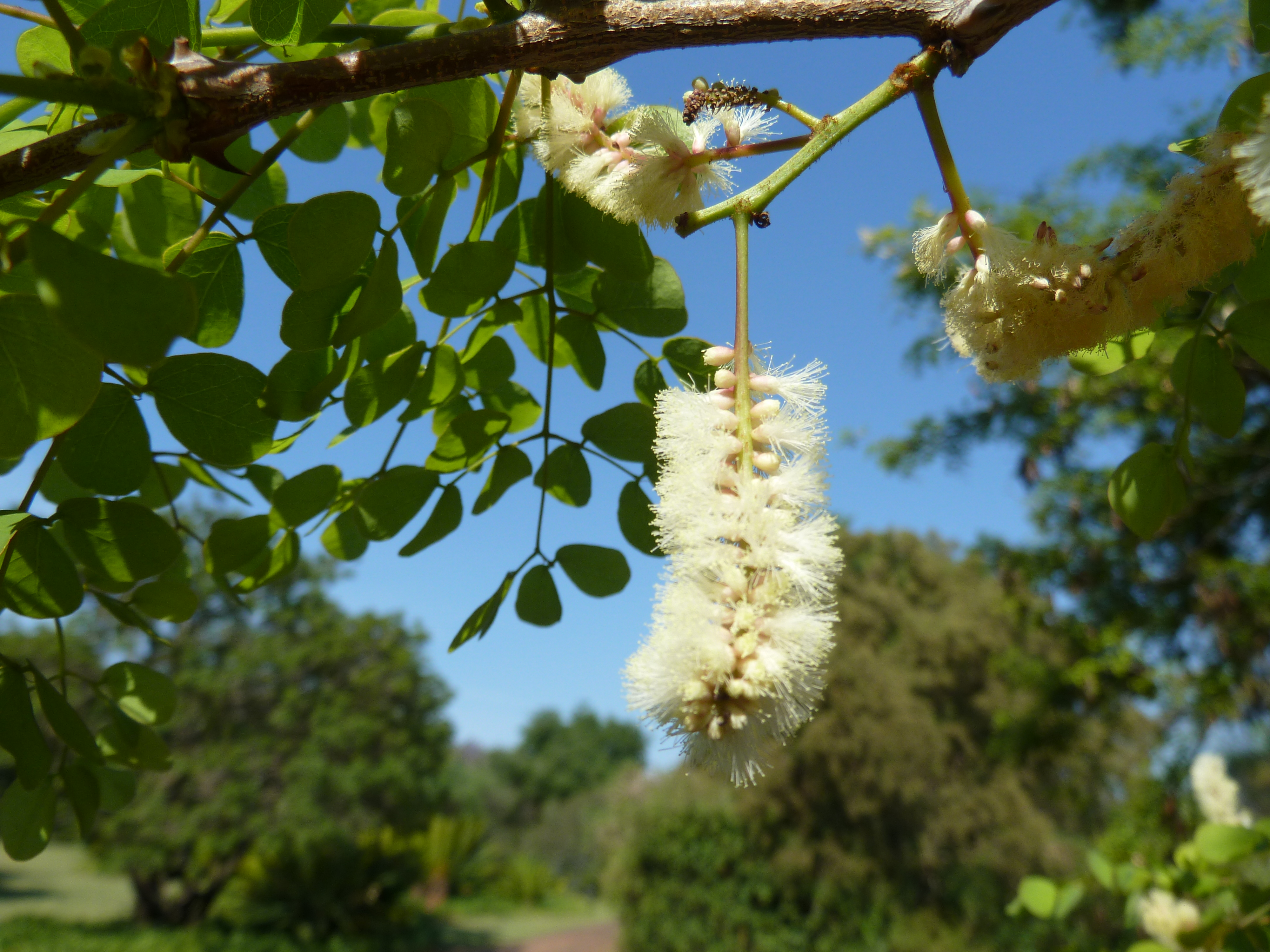